# Stojan Ormandzhiev
Stojan Ormandzhiev (bulgare : Стоян Орманджиев) (né le 10 janvier 1920 à Varna en Bulgarie et mort le 10 octobre 2006 à Sofia) est un joueur de football international bulgare, qui évoluait au poste de défenseur, avant de devenir entraîneur.

## Biographie

### Carrière de joueur

#### Carrière en sélection
Avec l'équipe de Bulgarie, il dispute 20 matchs (pour aucun but inscrit) entre 1938 et 1949. 

## Palmarès
| Lokomotiv Sofia - Championnat de Bulgarie (1) : - Champion : 1945. - Coupe de Bulgarie (2) : - Vainqueur : 1945 et 1948.                                                         |  | \| Palmarès en club CSKA Sofia - Championnat de Bulgarie (2) : - Champion : 1965-66 et 1968-69. - Vice-champion : 1967-68. - Coupe de Bulgarie (2) : - Vainqueur : 1965 et 1969. - Finaliste : 1966. \| \| Palmarès en sélection Bulgarie olympique - Jeux olympiques : - Bronze : 1956. \| |
| CSKA Sofia - Championnat de Bulgarie (2) : - Champion : 1965-66 et 1968-69. - Vice-champion : 1967-68. - Coupe de Bulgarie (2) : - Vainqueur : 1965 et 1969. - Finaliste : 1966. |  | Bulgarie olympique - Jeux olympiques : - Bronze : 1956. |